# Roßkampffstraße 22 und 24 (Heilbronn)

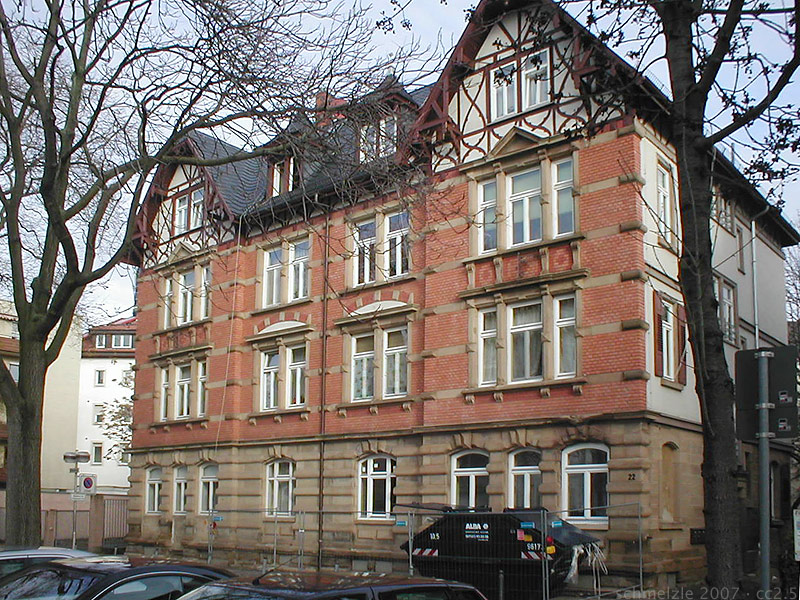
Haus Friedrich Gerock, Ansicht von Süden

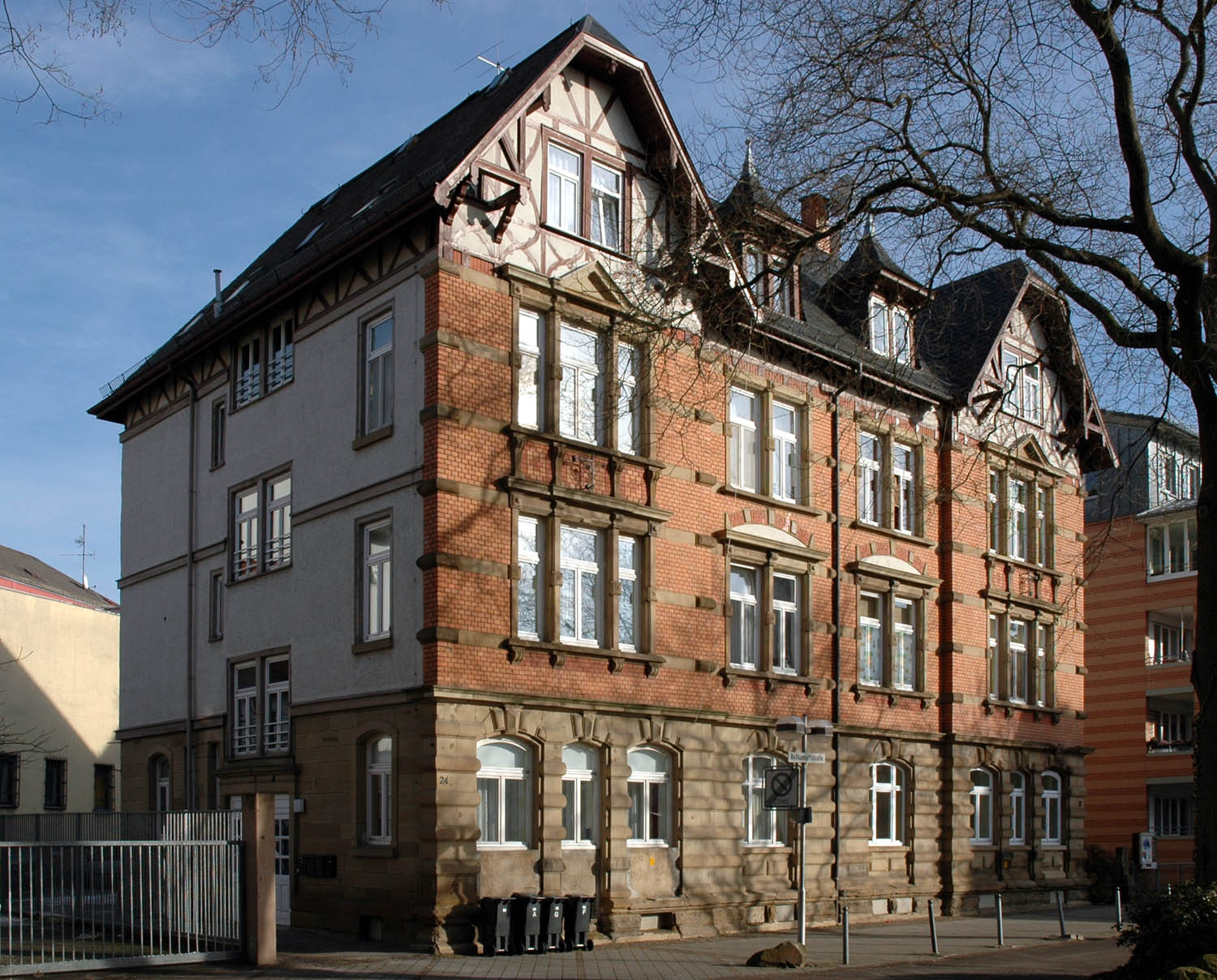
Haus Friedrich Gerock, Ansicht von Westen

Das Doppelhaus Roßkampffstraße 22 und 24 ist ein historisches, denkmalgeschütztes Gebäude in Heilbronn.

## Beschreibung
Das Gebäude wurde 1890 von den Heilbronner Hausarchitekten der Zwirnerei Ackermann, Hermann Maute und Theodor Moosbrugger, für den Bäckermeister Friedrich Gerock entworfen. Im Erdgeschoss befand sich ein Laden, in den Obergeschossen vier Wohnungen. Erbaut wurde das Haus in Sichtziegelbauweise und in Sichtfachwerk. 
Die Geschosse sind im Stil der Neorenaissance horizontal gegliedert. Eine weitere Gliederung erfährt die Fassade durch zwei Seitenrisalite, die als oberen Abschluss Zwerchgiebel aufweisen. Diese zeigen durch das dekorative Sichtfachwerk Landhauscharakter. Die Gauben tragen Dächer gleich einer Pagode.

## Geschichte
1950 war das Doppelhaus noch im Besitz der Erben von Emilie Gerock. In Nr. 22 hatte der Friseurmeister Fritz Wüst sein Geschäft, in Nr. 24 waren das Käthchenstüble von Emil Brucker und ein Feinkost- und Lebensmittelgeschäft von Martha Brucker. Die Wohnungen in Nr. 22 waren teilweise an Eisenbahnbedienstete vermietet, das zweite und dritte Obergeschoss von Nr. 24 beherbergte Übernachtungsräume für Eisenbahnpersonal. 1961 hatten die Erben Gerock den Besitz verkauft. Nr. 22 war im Besitz von Eduard Hilger, Nr. 24 hatte Martha Brucker erworben. Das Übernachtungsheim war aufgelöst, stattdessen waren die Obergeschosse von Nr. 24 nun auch vermietet.